# زنان خانه‌دار بامزه
زنان خانه‌دار بامزه (انگلیسی: Hilarious Housewives؛‏ کره‌ای: 태희혜교지현이) یک مجموعه تلویزیونی محصول کره جنوبی در ژانر سیتکام است که زندگی روزمره زنان خانه‌دار طبقه متوسط و خانواده‌های آن‌ها را با داستان‌هایی طنزآمیز روایت می‌کند. این مجموعه از ۲ مارس تا ۴ سپتامبر ۲۰۰۹، روزهای دوشنبه تا جمعه ساعت ۱۹:۴۵ (کی‌اس‌تی) از شبکهٔ ام‌بی‌سی پخش شد و در مجموع شامل ۱۳۳ قسمت بود.

## داستان
جونگ سون کیونگ صاحب یک نانوایی است. یک روز، شوهرش درخواست طلاق می‌دهد و سپس ناپدید می‌شود. سون کیونگ ناگهان در موقعیتی قرار می‌گیرد که باید علاوه بر نانوایی، آژانس استعدادیابی شوهرش را نیز اداره کند. او با چالش‌های بسیاری در شغل جدیدش روبه‌رو می‌شود، اما همسایه‌هایش—پارک می سون، کیم هی جونگ و هونگ جی مین—به او کمک می‌کنند تا بر این مشکلات غلبه کند. این مجموعه زندگی پنج زن خانه‌دار را به تصویر می‌کشد و شخصیت اصلی آن پارک می سون است.